# Molophilus (Molophilus) lautereri
Molophilus (Molophilus) lautereri is een tweevleugelige uit de familie steltmuggen (Limoniidae). De soort komt voor in het Palearctisch gebied.